# دهو (فارس)
دهو (بالفارسية: دهو) هي منطقة سكنية في محافظة فارس إيران التابعة لبلدة أشكنان مقاطعة لامرد.

## السكان
تقع هذه القرية في قسم كال وحسب احصاءات سنة 2006 كان عدد سكانها 50 نسمة يعيشون في 14 مسكن.